# Santiago Valladares
Santiago Valladares López (Padrón, 15 luglio 1963) è un allenatore di calcio a 5 ed ex giocatore di calcio a 5 spagnolo.

## Carriera
Con la nazionale maschile di calcio a 5 della Spagna Valladares ha disputato il FIFA Futsal World Championship 1989 in cui le furie rosse sono state eliminate nel girone del primo turno comprendente Brasile, Ungheria e Arabia Saudita.